# Medalla al Muerto en Combate
La Medalla la Nación Argentina al Muerto en Combate es una condecoración militar otorgada por la República Argentina.
La ley 22 607, sancionada el 15 de marzo de 1983 y publicada en el boletín oficial el 23 de marzo de 1983, determina que esta condecoración «será concedida al personal militar que, en combate, motivado por acontecimientos extraordinarios que revistan carácter de función de guerra, resultare muerto como consecuencia directa de los riesgos inherentes al mismo». En consecuencia directa, por bajas producidas durante la Guerra de las Malvinas se han entregado 649 condecoraciones.
Desde 1982 —año en que se libró la guerra de las Malvinas—, quienes hicieron las propuestas de condecoraciones ―los generales Cristino Nicolaides, Edgardo Calvi y Carlos Garay― se tomaron un año, tiempo suficiente para documentarse correctamente. Luego elevaron la nómina a quien ocupaba el cargo de presidente de facto, el general Reynaldo Bignone.
Erróneamente le otorgaron esta medalla a diecisiete militares que no habían estado en la Guerra de las Malvinas.
En 1999, el general Martín Balza —exjefe del Ejército Argentino— denunció este hecho. Según Balza, el general Nicolaides «trabajó con ligereza, sin darle importancia a algo trascendente».

## Condecoraciones originadas en la Guerra de las Malvinas
Tras la Guerra de las Malvinas de 1982, se concedieron diversas distinciones por efecto de los decretos nacionales 577/83, 1.553/83, 1.554/83, 2.281/83, 2.681/83, 2.923/83, 2/84 y 2.084/86 y por las leyes nacionales 24.229, 25.576 y 24.867.

### Bajas argentinas durante la guerra de 1982
- Ejército: 194 efectivos (16 oficiales, 35 suboficiales y 143 soldados).[7]
- Armada: 409 efectivos (12 oficiales, 234 suboficiales, 131 soldados/marineros y 16 civiles).[8]
- Fuerza Aérea: 55 efectivos (36 oficiales, 14 suboficiales y 5 soldados).[9]
- Prefectura Naval: 2 efectivos (1 suboficial y 1 marinero).[10]
- Gendarmería Nacional: 7 efectivos (2 oficiales, 4 suboficiales y 1 gendarme).[11]